# Tetoiu
Tetoiu é uma comuna romena localizada no distrito de Vâlcea, na região de Oltênia. A comuna possui uma área de 63.49 km² e sua população era de 2806 habitantes segundo o censo de 2007.